# Akil Gjakova
Akil Gjakova (ur. 4 stycznia 1996 w Peciu) – kosowski judoka walczący w kategoriach wagowych do 66 i do 73 kilogramów. Mistrz Europy do lat 18 z 2013 roku.

## Życiorys
Zaczął uprawiać judo w wieku 6 lat. W oficjalnych zawodach międzynarodowych w tej dyscyplinie sportu zadebiutował w 2012 roku. Rok później zdobył mistrzostwo Europy kadetów (do lat 18) w kategorii wagowej do 66 kg, a także zajął 5. pozycję w mistrzostwach Europy do lat 23 w tej samej kategorii wagowej. Od tego czasu startuje w rywalizacji seniorskiej. W czerwcu 2015 roku wziął udział w Igrzyskach Europejskich 2015, gdzie w rywalizacji w kategorii wagowej do 73 kg odpadł w pierwszej rundzie, przegrywając z Nikolą Gušiciem przez ippon. We wrześniu tego samego roku był 5. w mistrzostwach Europy do lat 21 tej samej kategorii wagowej.
W 2021 roku wziął udział w Letnich Igrzyskach Olimpijskich 2020 w Tokio, gdzie w rywalizacji mężczyzn do 73 kilogramów zajął siódme miejsce, przegrywając w meczu repasażowym z Rüstəm Orucovem. W 2024 wystartował na Letnich Igrzyskach Olimpijskich w Paryżu, gdzie w rywalizacji judoków do 73 kilogramów zajął piąte miejsce, przegrywając w meczu o brązowy medal z Soichi Hashimoto.
Był chorążym reprezentacji Kosowa na Letnich Igrzyskach Olimpijskich 2020.
Jego siostra, Nora Gjakova, również uprawia judo.